# Ферфілд Тауншип (округ Ессекс, Нью-Джерсі)
Ферфілд Тауншип (англ. Fairfield Township) — селище (англ. township) в США, в окрузі Ессекс штату Нью-Джерсі. Населення — 7872 особи (2020).

## Демографія
Згідно з переписом 2010 року, у селищі мешкало 7466 осіб у 2645 домогосподарствах у складі 2104 родин. Було 2723 помешкання.
Расовий склад населення:
| - 94,8 % — білих - 2,5 % — азіатів - 0,7 % — чорних або афроамериканців - 0,3 % — корінних американців |

До двох чи більше рас належало 0,9 %. Частка іспаномовних становила 5,1 % від усіх жителів.
За віковим діапазоном населення розподілялося таким чином: 22,6 % — особи молодші 18 років, 56,9 % — особи у віці 18—64 років, 20,5 % — особи у віці 65 років та старші. Медіана віку мешканця становила 44,5 року. На 100 осіб жіночої статі у селищі припадало 94,4 чоловіків;  на 100 жінок у віці від 18 років та старших — 91,8 чоловіків також старших 18 років.
Середній дохід на одне домашнє господарство  становив 128 988 доларів США (медіана — 106 691), а середній дохід на одну сім'ю — 145 555 доларів (медіана — 121 250). Медіана доходів становила 88 750 доларів для чоловіків та 60 576 доларів для жінок. За межею бідності перебувало 0,3 % осіб, у тому числі 0,0 % дітей у віці до 18 років та 0,9 % осіб у віці 65 років та старших.
Цивільне працевлаштоване населення становило 3489 осіб. Основні галузі зайнятості: освіта, охорона здоров'я та соціальна допомога — 22,9 %, роздрібна торгівля — 16,2 %, будівництво — 10,7 %, публічна адміністрація — 8,1 %.